# Championnat international des marques
Pour les articles homonymes, voir CIM et ICM.
Navigation
ECM WRC
Le Championnat International des Marques (CIM) (ou International Championship for Manufacturers (ICM)) était une compétition mondiale de rallye organisée par la FIA durant trois ans pour des marques automobiles, dans l'attente de la création d'un championnat mondial (WRC) en 1973. Le CIM succéda au Championnat d'Europe des marques, remporté en 1968 et 1969 par Ford Europe.

## Histoire
En 1970 Björn Waldegård remporta trois épreuves sur Porsche 911 S (Monte-Carlo, Suède et Autriche). La firme de Stuttgart termina en tête avec deux petits points d'avance sur Alpine, Jean-Luc Thérier étant vainqueur de deux manches (Sanremo -changeant de nom pour l'occasion- et Acropole). Le calendrier réduit était destiné à s'assurer de la participation d'un maximum de constructeurs à chacune des manches, et le pointage simplifié inspiré de la Formule 1 voulu pour faciliter l'adhésion du public, toutes les épreuves européennes étaient issues du championnat continental précédent et en étant désormais exclues. Le Monte-Carlo et le RAC Rally faisaient déjà l'ouverture et la clôture de la saison.
En 1971 Ove Andersson gagna quatre des huit épreuves du calendrier, sur Alpine A110 1600 (Monte-Carlo, Sanremo, Autriche et Acropole). Bernard Darniche remporta la dernière Coupe des Alpes française organisée, mais cette épreuve fut finalement retirée du décompte CIM car le quota règlementaire international alors fixé à 50 partants n'était pas atteint (36 uniquement).
Lancia remporta l'édition finale de 1972; les Fulvia 1.6 Coupé HF étaient essentiellement conduites par Simo Lampinen (35 points), Harry Källström (22) Sandro Munari (20) et Amilcare Ballestrieri (20). Fiat termina au second rang avec la Fiat 124 Sport Spider. Chez les pilotes, Håkan Lindberg gagna deux épreuves pour Fiat (Acropole et Autriche) et sept autres conducteurs différents parvinrent à s'imposer. Les neuf rallyes de la saison furent tous intégrés en WRC l'année suivante.

## Conducteurs
(officiels d'usine, et privés)

### Pilotes sur Porsche de 1970 à 1972
- 1970 (1er): Björn Waldegård, Gérard Larrousse, Åke Andersson, Hans-Joachim Walter, Jerry Larsson, Klaus Russling;
- 1971 (3e): Björn Waldegård, Gérard Larrousse, Guy Chasseuil, Rudi Eberhardt, Hans-Joachim Walter, Åke Andersson, Raymond Touroul;
- 1972 (3e): Gérard Larrousse, Claude Haldi, Björn Waldegård, Hans-Joachim Walter, Sobieslaw Zasada, Erich Haberl, Leo Pittoni;

### Pilotes sur Alpine de 1970 à 1972
- 1970 (2e): Jean-Pierre Nicolas, Roland Charrière, Jean-Luc Thérier, Jean Vinatier, Bernard Darniche, Ove Andersson, Andrew Cowan;
- 1971 (1er): Ove Andersson, Jean-Luc Thérier, Jean-Claude Andruet, Bernard Darniche, Jean Vinatier, Jean-Pierre Nicolas, Tasos Livieratos, Billy Coleman;
- 1972 (17e): Robert Neyret, Pat Moss, Jacques Henry, Jean-Luc Thérier, Jean-Claude Andruet, Ove Andersson, Jean-Pierre Nicolas, Jean-Marie Jacquemin, Claudine Trautmann, José-Sizaire Barbara, Tasos Livieratos, Klaus Russling, John Price, Billy Coleman;

### Pilotes sur Lancia de 1970 à 1972
- 1970 (3e): Amilcare Ballestrieri, Sergio Barbasio, Giorgio Pianta, Harry Källström;
- 1971 (4e): Harry Källström, Sandro Munari et Amilcare Ballestrieri, Sergio Barbasio, Arnaldo Cavallari, Simo Lampinen, Tony Fall;
- 1972 (1er): Simo Lampinen, Sergio Barbaso, Harry Källström, Sandro Munari, Amilcare Ballestrieri, Giani Bossetti, Giacomo Pelganta, Jean Ragnotti.

## Constructeurs

### CIM 1970

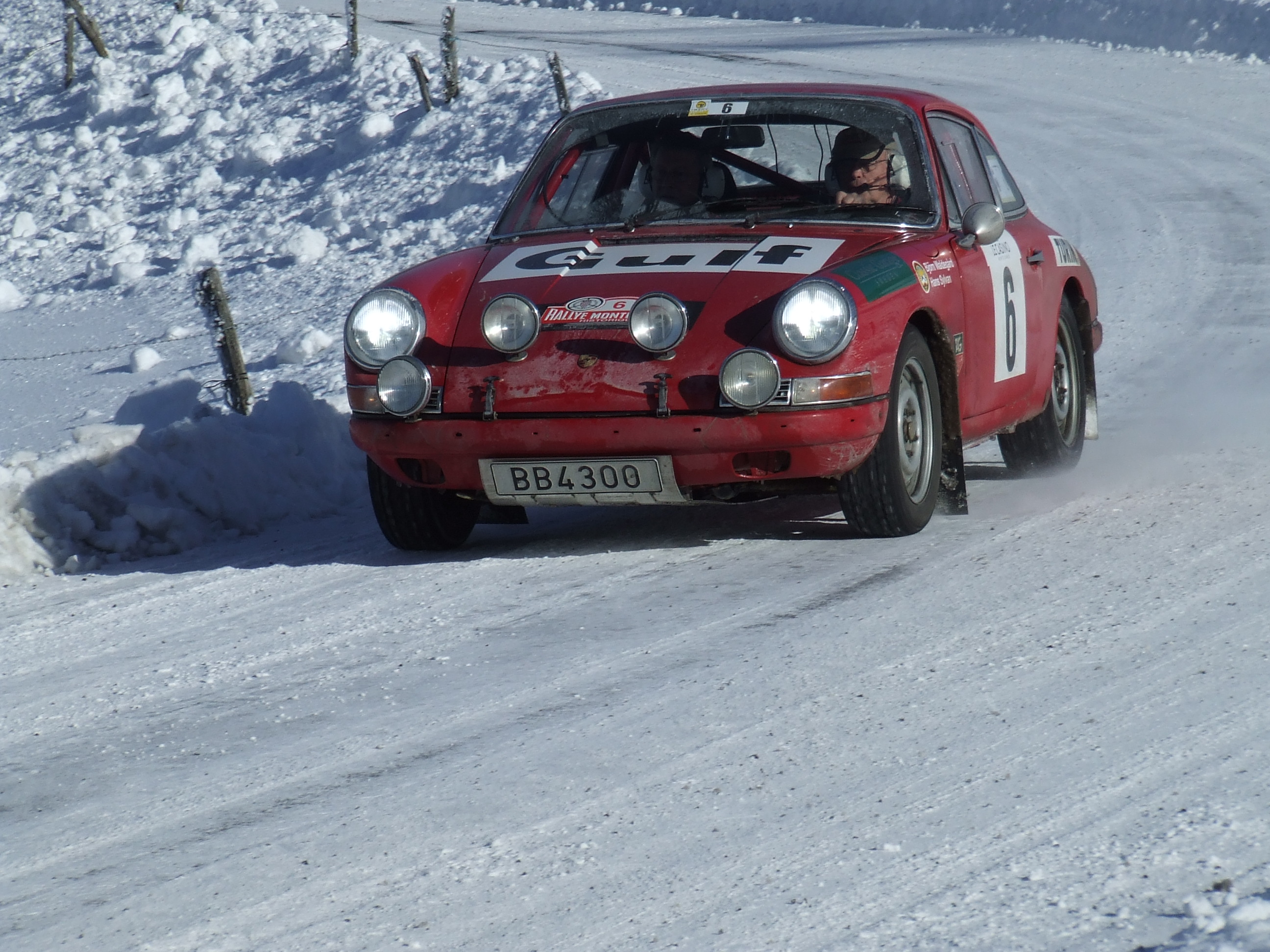
La Porsche 911 S Groupe 4 de Waldegård, victorieuse à trois reprises en 1970.

| Manche | Épreuves                             | Dates          | Partants | Arrivés | Vainqueur        | Voiture                    |
| ------ | ------------------------------------ | -------------- | -------- | ------- | ---------------- | -------------------------- |
| 1      | 39e Rallye Automobile Monte-Carlo    | 16–24 janvier  | 184      | 44      | Björn Waldegård  | Porsche 911 S              |
| 2      | 21e International Swedish Rally      | 11–15 février  | 120      | 31      | Björn Waldegård  | Porsche 911 S              |
| 3      | 1er Sanremo-Sestriere–Rally d'Italia | 4–8 mars       | 109      | 15      | Jean-Luc Thérier | Alpine A110 1600           |
| 4      | 18e East African Safari Rally        | 26–28 mars     | 91       | 19      | Edgar Herrmann   | Datsun 1600SSS             |
| 5      | 41e Österreichische Alpenfahrt       | 6–10 mai       | 54       | 20      | Björn Waldegård  | Porsche 911 S              |
| 6      | 18e Acropolis Rally                  | 28–31 mai      | 80       | 13      | Jean-Luc Thérier | Alpine-Renault A110 1600   |
| 7      | 19e Daily Mirror RAC Rally           | 13–18 novembre | 196      | 67      | Harry Källström  | Lancia Fulvia 1.6 Coupé HF |

| Classement | Constructeur | MON | SWE | ITA | KEN | AUT | GRE | GBR | Pts |
| ---------- | ------------ | --- | --- | --- | --- | --- | --- | --- | --- |
| 1          | Porsche      | 9   | 9   | –   | –   | 9   | –   | 1   | 28  |
| 2          | Alpine       | 4   | –   | 9   | –   | 2   | 9   | 2   | 26  |
| 3          | Lancia       | 1   | –   | 6   | –   | –   | –   | 9   | 16  |
| 4          | Saab         | –   | 6   | 3   | –   | 6   | –   | –   | 15  |
| 5          | Opel         | –   | 4   | –   | –   | –   | –   | 6   | 10  |
| 5          | Ford Europe  | 2   | –   | –   | –   | 4   | 4   | –   | 10  |
| 7          | Datsun       | –   | –   | –   | 9   | –   | –   | –   | 9   |
| 8          | Peugeot      | –   | –   | –   | 4   | –   | –   | –   | 4   |
| 9          | Fiat         | –   | –   | 1   | –   | –   | 2   | –   | 3   |
| 10         | Volvo        | –   | –   | –   | 2   | –   | –   | –   | 3   |
| 11         | BMW          | –   | 1   | –   | –   | –   | –   | –   | 1   |
| 11         | Triumph      | –   | –   | –   | 1   | –   | –   | –   | 1   |
| 11         | Volkswagen   | –   | –   | –   | –   | 1   | –   | –   | 1   |

### CIM 1971

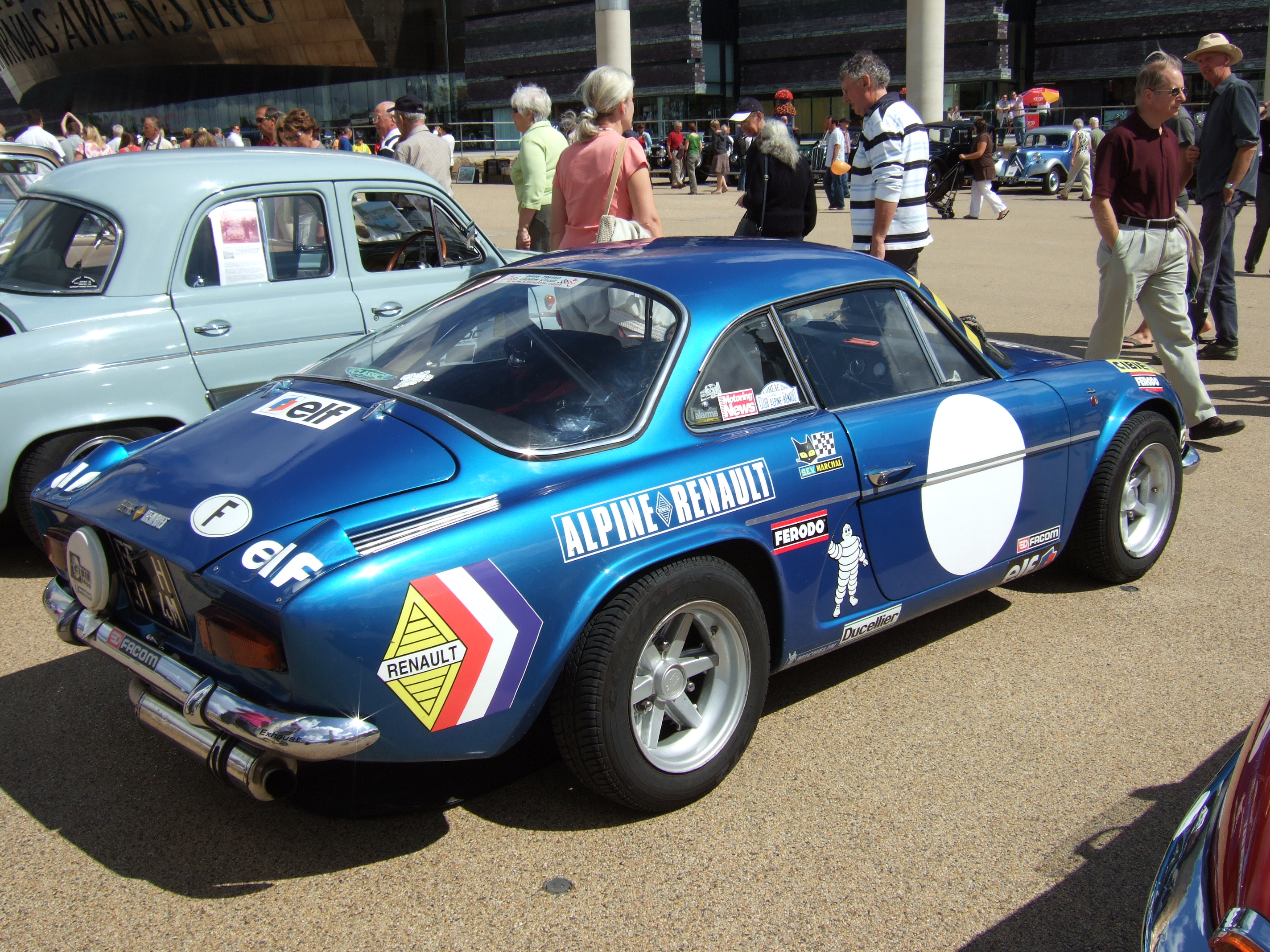
Une Alpine A110 1600 S Groupe 4 de 1971

| Manche | Épreuve                             | Dates            | Partants | Arrivés | Vainqueur        | Voiture                  |
| ------ | ----------------------------------- | ---------------- | -------- | ------- | ---------------- | ------------------------ |
| 1      | 40e Rallye Automobile Monte-Carlo   | 22–29 janvier    | 248      | 22      | Ove Andersson    | Alpine-Renault A110 1600 |
| 2      | 22e International Swedish Rally     | 17–21 Fevrier    | 112      | 53      | Stig Blomqvist   | Saab 96 V4               |
| 3      | 2e Sanremo-Sestriere–Rally d'Italia | 14–17 mars       | 86       | 20      | Ove Andersson    | Alpine-Renault A110 1600 |
| 4      | 19e East African Safari Rally       | 8–12 avril       | 107      | 32      | Edgar Herrmann   | Datsun 240Z              |
| 5      | 14e Rallye du Maroc                 | 28 avril–1er mai | 60       | 9       | Jean Deschazeaux | Citroën SM               |
| 6      | 42e Österreichische Alpenfahrt      | 13–16 mai        | 54       | 15      | Ove Andersson    | Alpine-Renault A110 1600 |
| 7      | 19e Acropolis Rally                 | 27–30 mai        | 59       | 9       | Ove Andersson    | Alpine-Renault A110 1600 |
| Nc.    | 31e Coupe des Alpes                 | 21–26 juin       | 36       | 11      | Bernard Darniche | Alpine-Renault A110 1600 |
| 8      | 20e Daily Mirror RAC Rally          | 20–25 novembre   | 231      | 104     | Stig Blomqvist   | Saab 96 V4               |

| Classement | Constructeur | MON | SWE | ITA | KEN | MAR | AUT | GRE | GBR | Pts  |
| ---------- | ------------ | --- | --- | --- | --- | --- | --- | --- | --- | ---- |
| 1          | Alpine       | 9   | –   | 9   | –   | –   | 9   | 9   | –   | 36   |
| 2          | Saab         | –   | 9   | –   | –   | –   | –   | –   | 9   | 18   |
| 3          | Porsche      | 3.5 | 3   | –   | 2   | 2   | –   | –   | 6   | 16.5 |
| 4          | Lancia       | 1   | 4   | 6   | –   | –   | –   | 4   | 1   | 16   |
| 5          | Datsun       | 2   | –   | –   | 9   | –   | –   | –   | –   | 11   |
| 5          | Fiat         | –   | –   | 2   | –   | –   | 6   | 3   | –   | 11   |
| 7          | Peugeot      | –   | –   | –   | 4   | 6   | –   | –   | –   | 10   |
| 8          | Citroën      | –   | –   | –   | –   | 9   | –   | –   | –   | 9    |
| 8          | BMW          | –   | 6   | –   | –   | –   | 2   | 1   | –   | 9    |
| 10         | Ford Europe  | –   | –   | –   | 3   | –   | –   | –   | 3   | 6    |
| 11         | Volkswagen   | –   | –   | –   | –   | –   | 4   | –   | –   | 4    |
| 11         | Opel         | –   | 2   | –   | –   | –   | –   | 2   | –   | 4    |

### CIM 1972

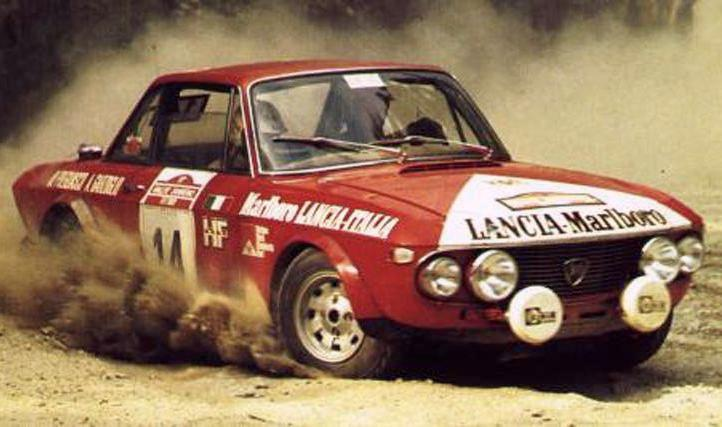
Lancia Fulvia Coupé HF 1.6 Gr.4 au Rallye Sanremo.

| Manche | Épreuve                           | Dates           | Partants | Arrivés | Vainqueur             | Voiture                    |
| ------ | --------------------------------- | --------------- | -------- | ------- | --------------------- | -------------------------- |
| 1      | 41e Rallye Automobile Monte-Carlo | 21–28 janvier   | 264      | 24      | Sandro Munari         | Lancia Fulvia 1.6 Coupé HF |
| 2      | 23e International Swedish Rally   | 17–20 février   | 91       | 56      | Stig Blomqvist        | Saab 96 V4                 |
| 3      | 20e East African Safari Rally     | 30 mars–3 avril | 85       | 18      | Hannu Mikkola         | Ford Escort RS1600         |
| 4      | 15e Rallye du Maroc               | 27–30 avril     | 52       | 6       | Simo Lampinen         | Lancia Fulvia 1.6 Coupé HF |
| 5      | 20e Acropolis Rally               | 25–28 mai       | 98       | 14      | Håkan Lindberg        | Fiat 124 Sport Spider      |
| 6      | 43e Österreichische Alpenfahrt    | 6–8 septembre   | 58       | 8       | Håkan Lindberg        | Fiat 124 Sport Spider      |
| 7      | 14e Rallye Sanremo                | 22–25 octobre   | 69       | 13      | Amilcare Ballestrieri | Lancia Fulvia 1.6 Coupé HF |
| 8      | 24e Press-on-Regardless Rally     | 2–4 novembre    | 77       | 21      | Gene Henderson        | Jeep Wagoneer              |
| 9      | 21e Daily Mirror RAC Rally        | 2–5 Decembre    | 192      | 80      | Roger Clark           | Ford Escort RS1600         |

| Classement | Constructeur | MON | SUE | SAF | MAR | ACR | AUT | SAN | USA | RAC | Pts |
| ---------- | ------------ | --- | --- | --- | --- | --- | --- | --- | --- | --- | --- |
| 1          | Lancia       | 20  | 12  | –   | 20  | 15  | –   | 20  | –   | 10  | 97  |
| 2          | Fiat         | 3   | –   | –   | –   | 20  | 20  | 12  | –   | –   | 55  |
| 3          | Porsche      | 15  | 15  | 15  | –   | –   | 8   | –   | –   | –   | 53  |
| 4          | Ford Europe  | 8   | –   | 20  | –   | –   | –   | –   | –   | 20  | 48  |
| 5          | Saab         | –   | 20  | –   | –   | –   | 12  | –   | –   | 15  | 47  |
| 6          | Datsun       | 12  | –   | 8   | –   | 6   | –   | –   | 15  | –   | 41  |
| 7          | Opel         | 2   | 10  | –   | –   | 2   | 6   | 1   | –   | 12  | 33  |
| 8          | BMW          | –   | 6   | –   | –   | 12  | 4   | –   | –   | –   | 22  |
| 9          | Jeep         | –   | –   | –   | –   | –   | –   | –   | 20  | –   | 20  |
| 10         | Citroën      | –   | –   | –   | 15  | –   | –   | –   | –   | –   | 15  |
| 10         | Volkswagen   | –   | –   | –   | –   | –   | 15  | –   | –   | –   | 15  |
| 12         | Peugeot      | –   | –   | 4   | 8   | –   | –   | –   | –   | –   | 12  |
| 13         | Volvo        | –   | –   | –   | –   | –   | –   | –   | 10  | 1   | 11  |
| 14         | Renault      | –   | –   | –   | 10  | –   | –   | –   | –   | –   | 10  |
| 15         | Dodge        | –   | –   | –   | –   | –   | –   | –   | 8   | –   | 8   |
| 16         | Toyota       | –   | –   | –   | –   | –   | –   | –   | 6   | 2   | 8   |
| 17         | Alpine       | 4   | –   | –   | –   | 3   | –   | –   | –   | –   | 7   |
| 18         | Alfa Romeo   | –   | –   | –   | –   | –   | 3   | –   | –   | –   | 3   |